# Paul Way
Paul G Way (1962) is een Engelse golfprofessional.
Paul Way heeft aan de Hugh Christie Technology College in Tonbridge, Kent, gestudeerd.

## Amateur
Als amateur speelde Way van 1979-1981 in het nationale team en in 1981 de Brabazon Trophy.

### Gewonnen
- 1981: Brabazon Trophy

### Teams
- Walker Cup: 1981

## Professional
Hij werd in  1982 professional en hij voldeed aan de verwachtingen toen hij datzelfde jaar het KLM Dutch Open op De Pan won. In 1086 versloeg hij Sandy Lyle in een play-off en won het Whyte & Mackay PGA Kampioenschap. Hij won daarna nog het European Open, ook in Engeland en speelde op de Europese Tour tot eind 1996. 

Sinds 2013 apeelt hij op de Europese Senior Tour. 
Ryder Cup
In 1983 werd hij voor het eerst in het Ryder Cup team opgenomen. 

In 1985 maakte hij weer deel uit van het team. Europa won na 28 jaar de Ryder Cup terug. Paul Way speelde de fourballs met Ian Woosnam. De eerste dag versloegen ze Curtis Strange en Mark O'Meara en de tweede dag Hubert Green en Fuzzy Zoeller. Op de derde dag versloeg hij Raymond Floyd in de singles.

#### Europese Tour
- 1982: KLM Dutch Open
- 1985: Whyte & Mackay PGA Championship,  South African Classic
- 1987: Panasonic European Open

#### Elders
- 1985: South African Classic

#### Teams
- Alfred Dunhill Cup: 1985
- World Cup: 1985
- Ryder Cup: 1983, 1985 (winnaars)